# إميل مولر (مبارز بالسيف)
إميل مولر (بالألمانية: Emil Schön)‏ هو مبارز بالسيف ألماني، ولد في 4 أغسطس 1872، وتوفي في 29 يناير 1945.

## وصلات خارجية
- إميل مولر على موقع أوليمبيديا (الإنجليزية)